# El príncipe Ígor
El príncipe Ígor (título original en ruso, Князь Игорь, Kniaz Ígor) es una ópera en cuatro actos y un prólogo con música de Aleksandr Borodín y libreto en ruso del propio compositor. Debido a la muerte de Borodín en 1887, la ópera quedó inacabada y la partitura fue corregida y terminada por los compositores Nikolái Rimski-Kórsakov y Aleksandr Glazunov. El estreno póstumo tuvo lugar en San Petersburgo, en el teatro Mariinski, el 4 de noviembre de 1890.
El libreto, del propio Borodín y de Vladímir Stásov, está basado en un poema épico ruso del siglo XII y se corresponde, vagamente, con la historia narrada en el Cantar de las huestes de Ígor, que relata la campaña del príncipe ruso Ígor Sviatoslávich contra las tribus de los pólovtsy, invasoras en 1185.
La partitura incluye las famosas danzas corales conocidas como «Danzas polovtsianas» (o Danzas de los pólovtsy), que divulgaron en la Europa occidental los ballets de Diáguilev y que se interpretan independientemente en los conciertos. Otra pieza destacada es el aria del jan Konchak, para bajo.

## Historia

### Composición
Original1869-1887
Después de considerar brevemente el drama de Lev Mei La novia del zar como tema (más tarde asumido en 1898 por Nikolái Rimski-Kórsakov, su 9.ª ópera), Borodín empezó a buscar un nuevo proyecto para su primera ópera. Vladímir Stásov, crítico y asesor de Los Cinco, sugirió el Cantar de las huestes de Ígor, un poema en prosa épico del siglo XII, y envió a Borodín un guion para una ópera en tres actos el 30 de abril de 1869. Inicialmente, Borodín encontró la propuesta interesante pero de enormes proporciones:

"Tu esquema es tan completo que todo me parece claro y se ajusta perfectamente. ¿Pero seré capaz de llevar a cabo mi propia tarea hasta el final? ¡Bah! Tal como dicen aquí, "¡Aquel que tema al lobo que no vaya al bosque!" De manera que lo intentaré..."
Aleksandr Borodín, respuesta a la propuesta de Stásov

Después de recoger material de fuentes literarias, Borodín empezó a componer en septiembre de 1869 con las versiones iniciales del arioso de Yaroslavna y la cavatina de Konchákovna, e hizo un esbozo de las danzas polovtsianas y la Marcha de los pólovtsy. Pronto empezó a tener dudas y dejó de componer. Expresó sus recelos en una carta a su esposa: "Hay tan poco drama aquí, y nada de movimiento... Para mí, la ópera sin drama, en sentido estricto, no es natural." Así empezó una época de alrededor de cuatro años en la que no siguió componiendo El príncipe Ígor, sino que empezó a apartar materiales para la ópera en otras obras, la Sinfonía n.º 2 en si menor (1869–76) y la ópera-ballet en colaboración Mlada (1872).
El proyecto Mlada pronto terminó, y Borodín, como otros miembros de Los Cinco, que estaban implicados —César Cui, Modest Músorgski, y Rimski-Kórsakov—pensó en formas de reciclar la música con la que había contribuido. De los ocho números que había compuesto para el Acto IV de Mlada, aquellos que metió (o devolvió a) El príncipe Ígor están el N.º 1 (Prólogo: El coro de apertura en do mayor), N.º2 (material para el arioso de Yaroslavna y el aria de Ígor), N.º 3 (Prólogo: El eclipse), N.º 4 (Acto III: El trío), y N.º 8 (Acto IV: El coro final).
Borodín regresó al Príncipe Ígor en 1874, inspirado por el éxito de sus camaradas Rimski-Kórsakov y Músorgski en la representación de sus óperas históricas La dama de Pskov (1873) y Borís Godunov (1874). Este período también marca la creación de dos nuevos personajes, los desertores Skulá y Yeroshka, quienes tienen mucho en común con los monjes deshonestos Varlaam y Misaíl en Borís Godunov.
En sus memorias, Rimski-Kórsakov menciona un concierto en el año 1876 en el que se interpretó el "coro final" de Borodín, la primera representación pública de música del Príncipe Ígor identificada por él:

"...El coro de cierre de Borodín ["Gloria al bello Sol"]..., que, en el epílogo de la ópera (posteriormente eliminado) ensalzaba las hazañas de Ígor, fue movido por el propio autor al prólogo de la ópera, del que ahora forma parte. Actualmente este coro exalta a Ígor cuando empieza la campaña contra los pólovtsy. Los episodios del eclipse solar, de la marcha de Yaroslavna, etc., la dividen en mitades que bordea todo el prólogo. En aquellos días toda esta parte media no existía, y el coro formaba un número ininterrumpido de dimensiones bastante considerables."
Nikolái Rimski-Kórsakov, Crónica de mi vida musical, 1909

La idea de un epílogo coral en el libreto original sin duda estaba inspirado por el ejemplo de Una vida por el zar de Glinka, a cuya memoria El príncipe Ígor está dedicada.
La principal ocupación de Borodín fue la química, incluyendo la investigación y la enseñanza. Sin embargo, pasó mucho tiempo apoyando la causa de la mujer, para gran consternación de sus compañeros compositores, quienes entendían que debía dedicar su tiempo y talento a la música. En 1876, un frustrado Stásov abandonó la esperanza de que Borodín acabase alguna vez El príncipe Ígor, y ofreció su libreto a Rimski-Kórsakov. Rimski-Kórsakov, en lugar de ello, ayudó a Borodín a orquestar importantes números -por ejemplo, las Danzas polovtsianas- en preparación para una interpretación de concierto en 1879:

"No había por qué esperar al final para orquestar las Danzas polovtsianas, y aun así habían sido anunciadas y ensayadas por mí con el coro. Era tarde para copiar las partes. Desesperado, intercambié reproches con Borodín. Tampoco él estaba muy feliz. Al final, abandonando toda esperanza, le ofrecí ayuda con la orquestación. Así que vino a mi casa por la tarde, trayendo la rara vez tocada partitura de las Danzas polovtsianas; y los tres -él, Anatoli Liádov y yo- lo cogimos y nos pusimos a orquestar rápidamente. Para ganar tiempo, escribimos en lapicero y no en tinta. Así nos sentamos a trabajar hasta altas horas de la noche. Las hojas terminadas de la partitura Borodín las cubrió con gelatina líquida, para mantener intactas nuestras marcas a lápiz; y para que las hojas estuvieran secas antes, las colgó como si fuera una colada en mi estudio. Así, el número estuvo preparado y se pasó al copista. La orquestación del coro de cierre lo hice casi sin ayuda..."
Rimski-Kórsakov, Crónica de mi vida musical, 1909

Borodín trabajó en El príncipe Ígor, cogiéndolo y dejándolo, durante casi 18 años.
Completado póstumamente y orquestación1887-1888
Borodín murió repentinamente en 1887, dejando inacabado  El príncipe Ígor. Rimski-Kórsakov y Stásov fueron a casa de Borodín, recogieron sus partituras, y se las llevaron a casa de Rimski-Kórsakov.

"Glazunov y yo juntos clasificamos todos los manuscritos... En el primer lugar estaba El príncipe Ígor, inacabado. Algunos números de la ópera, como el primer coro, la danza de los pólovtsy, el lamento de Yaroslavna, el recitativo y canción de Vladímir Gálitski, el aria de Konchak, las arias de Konchákovna y el príncipe Vladímir Ígorevich, así como el coro final, habían sido terminados y orquestados por el compositor. Gran parte del resto existía en forma de esbozos para piano terminados; todo el resto era un esbozo fragmentario, mientras que buena parte simplemente no existía. Para los Actos II y III (en el campo de los polovtses) no había un libreto adecuado -ni siquiera un borrador- sólo versos dispersos y esquemas musicales, o números terminados que no mostraban conexión alguna entre ellos. La sinopsis de estos actos los conocía bien por conversaciones y discusiones con Borodín, aunque en sus proyectos había ido cambiando mucho, sacando cosas y volviéndolas a meter. El más pequeño grupo de música compuesta resultó ser la del Acto III. Glazunov y yo nos repartimos la tarea entre nosotros de la siguiente manera: él iba a rellenar todos los agujeros del Acto III y escribir de memoria la Obertura interpretada tan a menudo por el compositor, mientras que yo iba a orquestar, acabar la composición y sistematizar el resto que había quedado inacabado y sin orquestar por Borodín."
Nikolái Rimski-Kórsakov, Crónica de mi vida musical, 1909

El relato, muchas veces repetido, de que Glazunov reconstruyó y orquestó la obertura de memoria después de habérsela oído al compositor es verdadera sólo en parte. La siguiente afirmación del propio Glazunov clarifica el asunto:

"La obertura fue compuesta por mí correspondiendo de forma aproximada al plan de Borodín. Cogí temas de los números correspondientes de la ópera y tuve la suerte de encontrar el final canónico del segundo sujeto entre los esbozos del compositor. Alteré ligeramente las fanfarrias de la obertura... La progresión del bajo en la mitad la encontré apuntada en un trozo de papel, y la combinación de los dos temas (el aria de Ígor y una frase del trío) también fue descubierta entre los papeles del compositor. Unos pocos compases del final los compuse yo."
Aleksandr Glazunov, Memoria, 1891, publicada en la Rússkaya muzikálnaya gazeta, 1896

### Representaciones
"Durante la temporada de 1888–9 el Directorio de los Teatros Imperiales empezaron a guiarnos en una fina danza con la producción del príncipe Ígor, que había sido terminada, publicada y mostrada a las autoridades pertinentes. Nos llevaron de la nariz la siguiente temporada también, con constantes posposiciones de la producción por una u otra razón." "El 23 de octubre de 1890, El príncipe Ígor se estrenó al final, ensayada bastante bien por K. A. Kuchera, ya que Nápravník había declinado el honor de dirigir la ópera de Borodín. Tanto Glazunov como yo estábamos satisfechos con nuestra orquestación y añadidos. Los cortes posteriormente introducidos por el Directorio en el Acto III de la ópera hicieron mucho daño. La falta de escrúpulos del Teatro Mariinski posteriormente llegó hasta a omitir todo el Acto III. En conjunto, la ópera fue un éxito y atrajo ardientes admiradores, particularmente entre la generación más joven."
Nikolái Rimski-Kórsakov, Crónica de mi vida musical, 1909

El estreno mundial se produjo en San Petersburgo el 4 de noviembre (23 de octubre en datación antigua) del año 1890 en el Teatro Mariinski. Diseñaron los escenarios Yánov, Andréyev y Bocharov, mientras que Lev Ivánov fue el maestro de baile.
Más tarde le siguió el estreno en Moscú. Primero en 1892 por la Sociedad de Ópera Rusa, dirigida por Iosif Pribik. El estreno en el Bolshói se dio en 1898 con dirección de Ulrij Avranek. Otros estrenos destacados fueron el de Praga en 1899, y en París en 1909, con una producción de Serguéi Diáguilev presentando a Fiódor Chaliapin como Gálitski y María Kuznetsova como Yaroslavna. Londres vio la misma producción en 1914 dirigida por Thomas Beecham, de nuevo con Chaliapin como Gálitski. En 1915 el estreno en los Estados Unidos ocurrió en el Metropolitan Opera, pero se representó en italiano y fue dirigido por Giorgio Polacco. La primera representación en inglés fue en el Covent Garden el 26 de julio de 1919, con Miriam Licette como Yaroslavna. En España se dio por primera vez en el Gran Teatro del Liceo de Barcelona, en 1922.
Esta ópera se representa poco; en las estadísticas de Operabase aparece la n.º 153 de las óperas representadas en el período 2005-2010, siendo la 11.ª en Rusia, con 20 representaciones.
En enero y febrero de 2009 se representó en el Teatro Aalto por la Ópera de Essen. Mientras algunos aspectos de la producción fueron inusuales, un crítico señaló que "colocar las Danzas (polovtsianas) como final es una idea elegante, […] los directores Andrejs Zagars y Noam Zur han presentado así un Príncipe Ígor musical y dramatúrgicamente coherente. Un sentido aplauso para una tarde que merece la pena en la ópera.
En junio de 2013 el Teatro Bolshói de Moscú produjo una nueva representación de la ópera bajo la dirección del célebre Yuri Liubímov. La coreografía de las danzas polovtsianas corresponde a la famosa versión de Kasián Goleyzovski de 1933.

## Personajes
| Personaje                                               | Tesitura  | Reparto el 4 de noviembre de 1890 Director: Karl Kuchera |
| ------------------------------------------------------- | --------- | -------------------------------------------------------- |
| Ígor Sviatoslávich (príncipe de Nóvgorod-Síverski)      | barítono  | Iván Mélnikov                                            |
| Príncipe Gálitski (cuñado de Ígor)                      | bajo      |                                                          |
| El Jan Konchak (jan de los pólovtsy)                    | bajo      | Mijaíl Koriakin                                          |
| Yaroslavna (esposa en segundas nupcias de Ígor)         | soprano   | Olga Ólguina                                             |
| Vladímir Ígorevich (hijo del primer matrimonio de Ígor) | tenor     | Mijaíl Vasíliev                                          |
| Konchákovna (hija del jan)                              | contralto | María Slávina                                            |
| Skulá (tañedor de gudok, gudok)                         | bajo      | Fiódor Stravinski                                        |
| Yeroshka (tañedor de gudok)                             | tenor     | Grigori Ugrinóvich                                       |
| Ovlur (soldado polovtsiano cristianizado)               | tenor     |                                                          |
| La nodriza de Yaroslavna                                | soprano   |                                                          |
| Muchacha polovtsiana                                    | soprano   | María Dólina                                             |

## Argumento
- Lugar de la acción: Putivl (Nóvgorod-Síverski)
- Época: siglo XII

### Prólogo
La plaza catedral en la ancestral ciudad rusa de Putivl
Numerosas ciudades rusas han sido ocupadas por los pólovtsy. El príncipe Ígor, que reina en Putivl, donde vive con su esposa, la princesa Yaroslavna, quiere defender sus tierras y, desoyendo los consejos de su esposa y del pueblo que ha creído intuir, a causa de un eclipse, un mal presagio, se pone al frente de su ejército y marcha contra el jan Kontchak. Con él va su hijo Vladímir. Deseoso de suplantarlo, Gálitski, su cuñado, soborna a Skulá y a Yeroshka tratando de erigirse en señor de aquellas tierras.

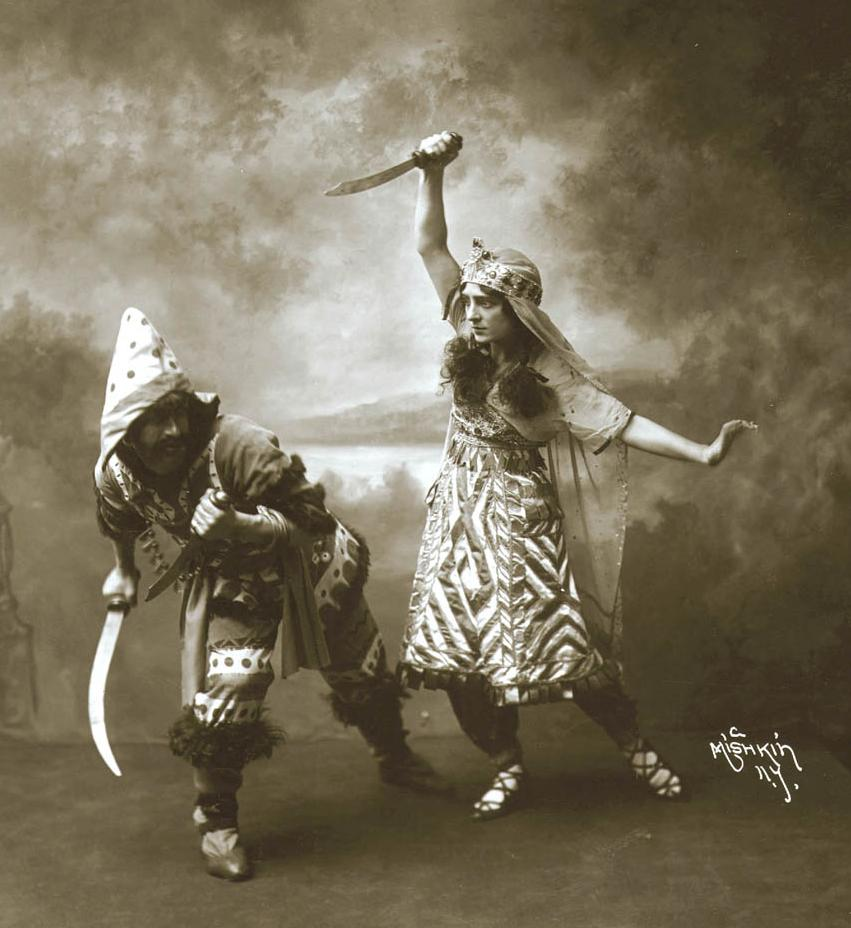
Giuseppe Bonfiglio y Rosina Galli en las Danzas polovtsianas (1915).

### Acto I
Noche en el campamento polovtsiano
Una doncella polovtsiana canta y toca un instrumento de cuerda mientras que las mujeres y Konchákovna la escuchan sentadas a su alrededor. Konchákovna luce ante ellas el anillo que lleva en el dedo, que presumiblemente ha recibido de Vladímir. Entonces ingresa un grupo de bailarinas polovtsianas que ejecuta un número musical breve para luego retirarse. En seguida, Konchákovna comienza a cantar y las mujeres la acompañan en coro para luego entrar los soldados del ejército de su padre a cantar en coro y luego desaparecer. Al término de esto, aparece Vladímir cantando solo a las afueras de la tienda de Konchákovna hasta que le parece escuchar un ruido pero resulta ser ella, quien sale de su tienda y se encuentra con este. Ambos le cantan al amor que sienten el uno por el otro pero terminan separándose. Entonces aparece el príncipe Ígor, quien se encuentra con Ovlur, un soldado polovtsiano cristianizado. Ovlur se va y aparece en escena el jan Konchak, jefe de los polovtsianos, quien le dice que ahora es su prisionero.
El coro de muchachas polovtsianas canta "Uletáy na krýliaj vetra...". Los pólovtsy ejecutan sus aguerridas danzas.

### Acto II
- Escena I. La corte principesca de Vladímir Gálitski en Putivl

El desleal Gálitski se asegura la regencia. Apoyado por los desertores Skulá y Yeroshka intenta ganarse el favor del pueblo. Un grupo de mujeres, jóvenes, le suplican que libere a una de sus amigas, pero Gálitski se niega a ello.
- Escena II. Una habitación en palacio de Yaroslavna

Desoladas, las mujeres se dirigen a Yaroslavna, que lamenta la ausencia de su esposo, el príncipe Ígor. Gálitski sorprende esta conversación y desvela sus intenciones. Llega entonces la noticia de que el ejército del príncipe Ígor ha sido derrotado y que, tanto este como su hijo, han sido capturados. El ejército enemigo se dispone a atacar la ciudad.

### Acto III
El campamento polovtsiano
En el campo de los pólovtsy nace, entre los hijos de Ígor y de Konchak, un idilio. Mientras que Konchákovna obtiene el consentimiento de su padre para contraer matrimonio con Vladímir, el príncipe Ígor se opone al mismo. Suena la famosa aria del príncipe Ígor "Ni sná, ni ótdyja izmúchennoy dushé...".
A cambio de un acuerdo de paz, Konchak ofrece al príncipe Ígor la libertad, pero este rechaza el ofrecimiento. 
Sabiendo que su ciudad está amenazada, el príncipe Ígor no vacila más y se escapa abandonando a su hijo. El jan no lo persigue, pero retiene a Vladímir al que desposa con su hija.

### Acto IV
La muralla de la ciudad en las ruinas de Putivl al amanecer
El príncipe Ígor vuelve a Putivl donde es recibido como un héroe por su esposa y por el pueblo.